# 贝雷济夫卡 (扎波罗热州)
47°28′36″N 36°35′13″E / 47.47667°N 36.58694°E
贝雷濟夫卡（烏克蘭語：Березівка）是位於烏克蘭東南部的村莊，由扎波羅熱州波洛希區的卡姆揚卡市鎮負責管轄。該村始建於1803年，面積0.24平方公里，海拔高度178米，2001年人口43，人口密度每平方公里179.2人。